# 東光寺 (甲府市)
東光寺（とうこうじ）は、山梨県甲府市東光寺にある寺院。山号は法蓋山（ほうがいさん）。臨済宗妙心寺派。
本尊は薬師如来。甲府五山のひとつ。

## 歴史
創建年代は不明だが、寺伝の由緒書によれば平安時代の保安2年（1121年）に源義光（新羅三郎）が国家鎮護と仏法繁盛の祈願所として諸堂を再興し、寺号を興国院とした。その後荒廃し、密教寺院であったが鎌倉時代の弘長2年（1262年）に、配流されていた渡来僧の蘭渓道隆が禅宗寺院として再興し、寺号も東光寺と改める。江戸後期の『甲斐国志』では再興年を鎌倉時代の文永年間としている。また、官寺として執権・北条高時から諸山位に次ぐ寺格を与えられ（鎌倉市立図書館所蔵文書『崇鑑北条高時公帖』）、五山十刹の次に位置。室町時代の応永27年（1420年）には、在所不明の大林寺から梵鐘が移されている。
戦国時代の天文年間には臨済宗妙心寺派に帰依していた甲斐国国主・武田晴信（信玄）による庇護を受けて再興され、山号を法蓋山、寺号を東光興国禅寺と改めた。陣夫役の免除などを受けた。この頃の住職・藍田恵青は中興開山と位置づけられている。
『高白斎記』に拠れば、天文11年（1543年）7月の武田氏のよる諏訪侵攻で諏訪領主・諏訪頼重は甲府へ連行されて自害しているが、『塩山向獄禅菴小年代記』に拠れば頼重は当寺で自害しているとされ、当寺に幽閉されていたと考えられている。また、永禄8年（1565年）には謀反の疑いをかけられた武田家嫡男・義信が幽閉されて永禄10年には死去しており（『上杉家御年譜』）、裏山墓地には頼重や義信の墓所がある。天正10年（1582年）、織田氏の侵攻で武田家が滅亡すると焼き討ちに遭い、藍田恵青らも兵火で死去し、諸堂や文書類も焼失。天正19年4月5日には加藤光政から、慶長8年（1603年）には平岩親吉から禁制を受けている。
江戸時代には徳川氏により寺領と山林の安堵を受けたが、明治の廃仏毀釈の影響を受け、1945年（昭和20年）の甲府空襲では再建本堂を焼失している。諸堂のうち、仏殿（薬師堂）は入母屋造檜皮葺屋根の中世以来の建築様式を残し、国の重要文化財に指定されている。

## 文化財

### 重要文化財（国指定）

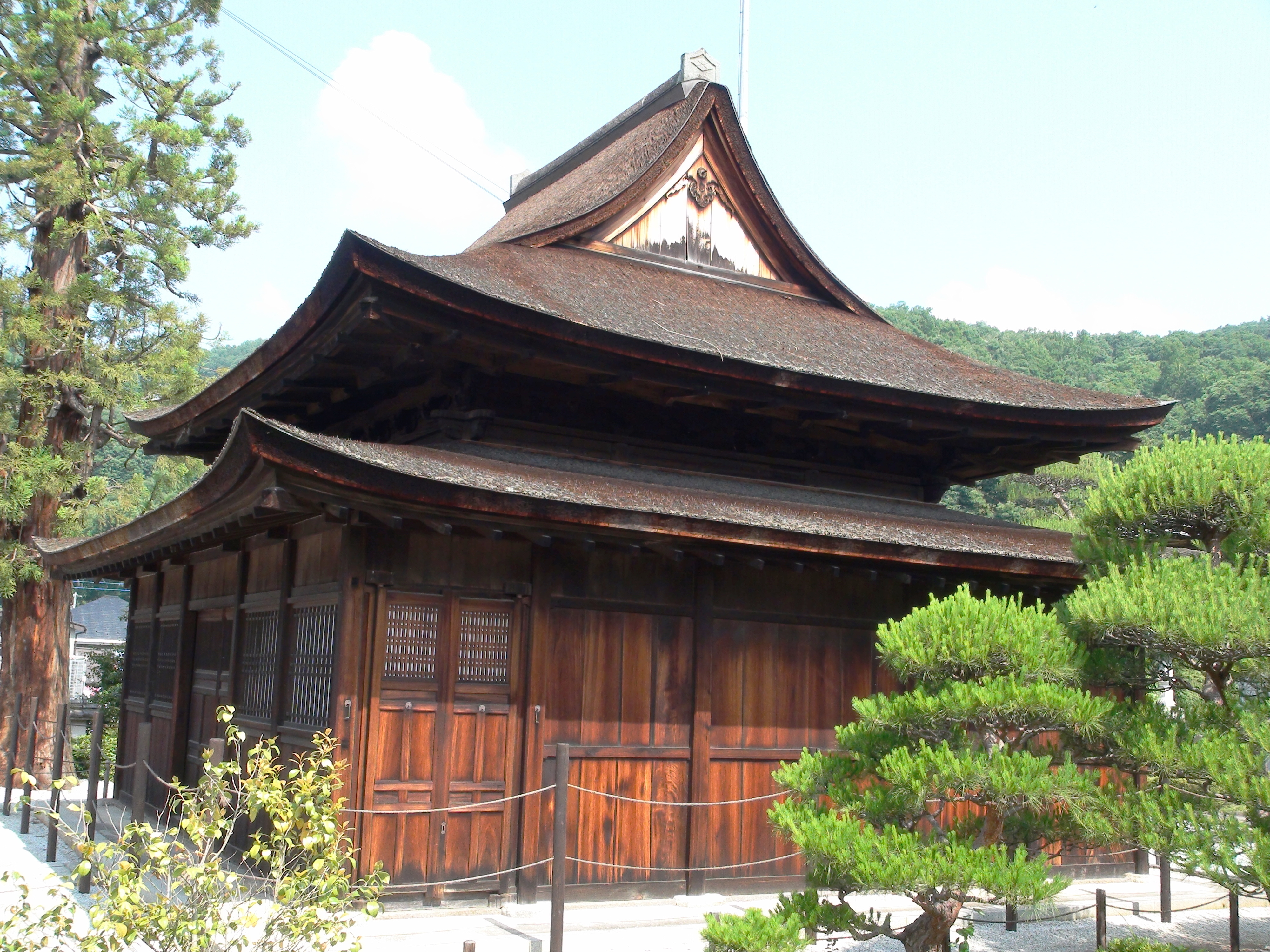
仏殿

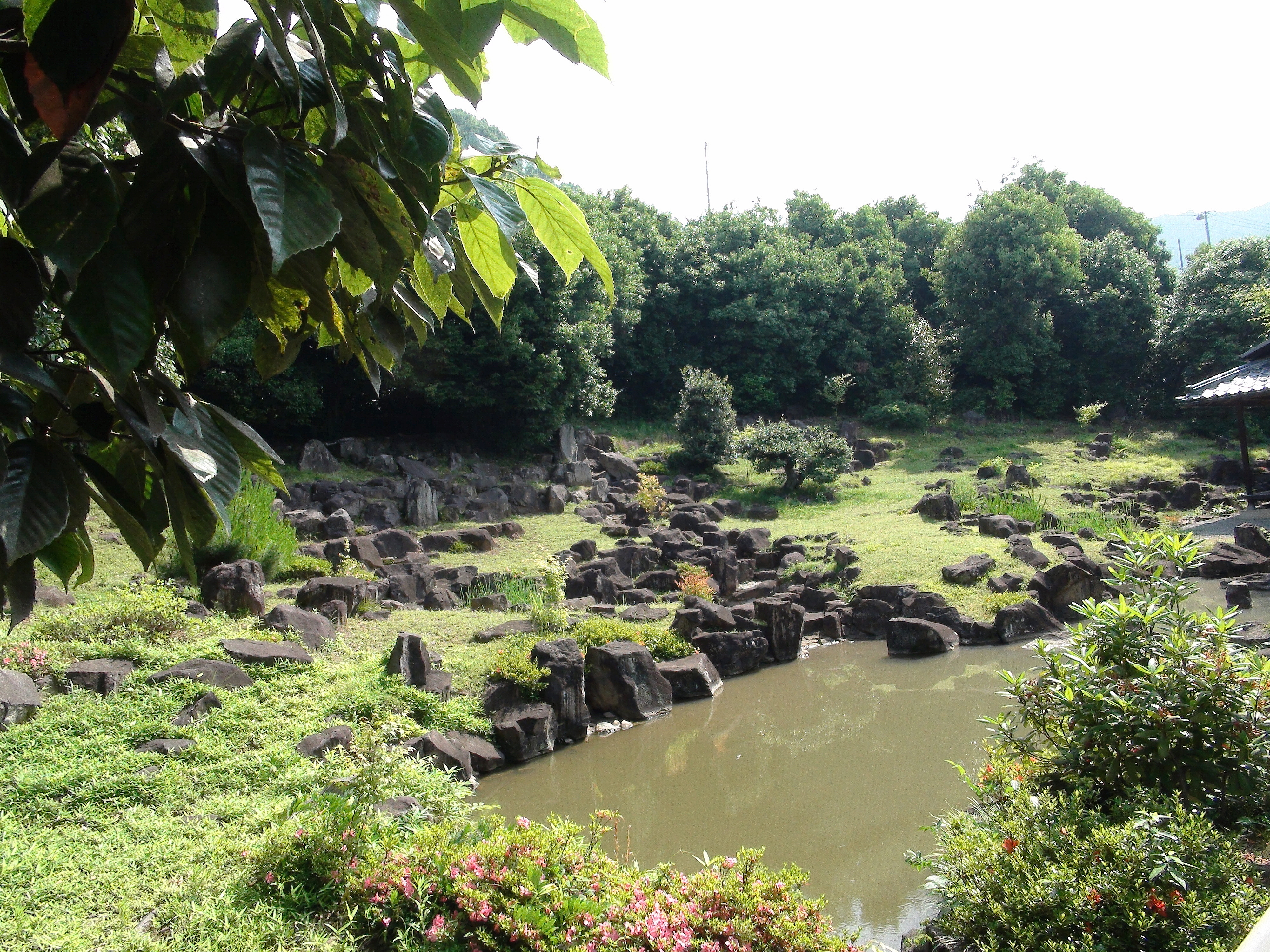
東光寺庭園

- 仏殿 - 昭和2年4月25日指定

室町時代後期の仏殿。本尊の薬師如来像や十二神将像が安置されており、薬師堂とも称する。県内では清白寺（国宝、山梨市）や最恩寺（南部町）の仏殿と並ぶ檜皮葺きの禅宗様仏殿。入母屋造、一重裳階（もこし）付きで、各部の意匠は簡略化されている。1956年に解体修理が行われている。

### 山梨県指定文化財
- 絹本着色水墨墨竹図

甲府藩藩主柳沢氏時代の城代曽根氏の出自である柳沢淇園の作。淇園が先駆者として知られる竹を描いた指頭画で、画中右中段下の落款から40代の作品であると判断されている。落款には東光寺の山号も記され、当時の住職天崖が京都妙心寺へ移る歳に贈呈されたという。淇園の著作『ひとりね』によれば、淇園は江戸に居た幼少時代から甲斐に往来しており、柳沢氏の大和国郡山移住に従い甲斐を離れた後も関係は持続しており、甲斐へ赴いた際に制作されたと考えられている。
- 木造薬師如来坐像 - 昭和54年2月8日指定

仏殿内に安置されている薬師如来座像。檜材で内刳りの寄木造。像高は51.5cm。頭部と胴体は前後矧ぎで挿首式。蘭渓道隆により大陸から将来されたとする伝承があるが、日本の仏師による作であると考えられている。
- 木造薬師十二神将像
- 蘭渓道隆書簡 - 昭和48年7月12日指定

蘭渓は能書家としても知られ、文化財にも指定されている数々の書簡が残されている。縦29.0cm、横59.0cmの掛幅装で、建長5年6月に興国禅師に宛てたものと考えられている。内容は難解で、正確な解読は行われていない。

### 山梨県指定名勝
- 東光寺庭園 - 昭和54年3月31日指定

本堂と庫裏背後の山畔斜面を利用した庭園。斜面には石組、平坦地は池となっている。寺伝では蘭渓道隆の作庭とされる池泉鑑賞式庭園。

## その他
当寺は甲府市内の地名の由来にもなっており、中世には東光寺郷、近世には東光寺村が見られ、1937年（昭和12年）からは甲府市東光寺町（現・東光寺三丁目）として現在に至る。